# Csányoszró
Csányoszró es un pueblo ubicado en el distrito de Sellye, en el condado de Baranya, Hungría.

## Superficie
Posee una superficie de 28,56 kilómetros cuadrados.

## Demografía
Hasta 2019 la población era de 597 habitantes, con una densidad de población de 20,90 habitantes por kilómetro cuadrado.